# Mateusz Janusz
Mateusz Janusz (ur. 18 listopada 1991 w Lęborku) – polski youtuber, osobowość medialna, trener personalny oraz  freak fighter. Współtwórca kanału Fit Lovers w serwisie YouTube.

## Życiorys
Ukończył studia magisterskie z wychowania fizycznego ze specjalnością gimnastyczną, w gdańskiej Akademii Wychowania Fizycznego i Sportu.
W 2014 roku rozpoczął tworzenie filmów poświęconych fitnessowi, publikowanych w serwisie YouTube. W lipcu 2018 roku kanał Fit Lovers przekroczył milion subskrypcji i został drugim najszybciej rosnącym kanałem polskojęzycznym. W 2018 roku duet Fit Lovers otrzymał na gali Hashtagi Roku organizowanej w Łodzi w ramach festiwalu See Bloggers, nagrodę w kategorii Influencer Roku. Na dzień 28 kwietnia 2020 posiada 1,7 miliona subskrypcji na kanale Fit Lovers, a jego filmy obejrzano ponad 266 milionów razy.

## Kariera fitness
Jest utytułowanym zawodnikiem Fitness Federacji IFBB:

### Osiągnięcia
- Wicemistrz Polski podczas Mistrzostw Polski w Kulturystyce i Fitness w Kielcach, 2014
- Wielokrotny medalista podczas Mistrzostw Polski XMA
- Zwycięzca Grand Prix Warszawy podczas FIWE 2015
- Laureat 3. miejsca w europejskim konkursie Fitness Gimnastycznym Arnold Classic Europe, w kategorii Fitness Mężczyzn, 2015[5]

## Walki freak show fight

### MMA
17 października 2021 podczas pierwszej konferencji przed galą Fame 12 został ogłoszony jako rywal dla youtubera Kacpra Błońskiego. Swój debiutancki pojedynek w formule MMA stoczył 20 listopada 2021 w Gdańsko-Sopockiej Ergo Arenie. Przegrał niejednogłośną decyzją sędziów.
Podczas Fame 16: Tromba vs. Dubiel, które odbyło się 5 listopada 2022 jednogłośnie wypunktował Krystiana Wilczaka, notując pierwsze zwycięstwo w MMA.

### Kick-boxing
9 maja 2022 podczas drugiej konferencji przed galą Fame 14 został ogłoszony jako rywal dla youtubera Adama „AJ'a" Modzelewskiego za kontuzjowanego Roberta Karasia. Starcie, które odbyło się 14 maja 2022 w Krakowskiej Tauron Arenie zakontraktowane było w kick-boxingu w formule K-1. Przegrał przez nokaut po kopnięciu kolanem.

## Inne przedsięwzięcia
W parze z życiową partnerką Pamelą Stefanowicz był finalistą programu rozrywkowego TVN Ameryka Express (2018) oraz zwyciężył w drugiej edycji programu rozrywkowego TVP2 Dance Dance Dance (2020), jak również był bohaterem reportażu Uwaga! Kulisy sławy pt. Fit Lovers. Idole młodego pokolenia (2020), gościem talk-show Kuba Wojewódzki (2019) i uczestnikiem charytatywnego odcinka teleturnieju TVP1 Jaka to melodia? (2020).
Występuje w charakterze eksperta fitness w programach śniadaniowych: Pytanie na śniadanie i Dzień dobry TVN.

## Życie prywatne
Jest mężem dietetyczki i trenerki fitness Pameli Stefanowicz, z którą poznał się na studiach.

## Publikacje

### Książki
- Pamela Stefanowicz, Mateusz Janusz: Para na całe życie. Zmotywuj się z Fit Lovers. Wydawnictwo Dragon, 2017. ISBN 9788378874140[17].

### Płyty DVD
- Fit Lovers: Trening Wariat